# آنتونی گیز
آنتونی گیز (انگلیسی: Anthony Guise؛ زادهٔ ۵ مارس ۱۹۸۵) بازیکن فوتبال اهل فرانسه است.